# Викстен, Каспер
Ка́спер Ви́кстен (дат. Kasper Wiksten; род. 9 июня 1980, Видовре, Копенгаген) — датский кёрлингист, тренер по кёрлингу.
В составе мужской сборной Дании участник зимних Олимпийских игр 2022 (заняли десятое место), двух чемпионатов Европы (лучшее занятое место — четвёртое). В составе смешанной парной сборной Дании участник чемпионата мира (заняли тридцатое место). В составе юниорской мужской сборной Дании участник трёх юниорских чемпионатов мира (лучшее занятое место — четвёртое). Чемпион Дании среди мужчин, чемпион Дании среди смешанных пар, четырёхкратный чемпион Дании среди юниоров.
В «классическом» кёрлинге играет в основном на позициях первого и третьего.

## Достижения
- Чемпионат Дании по кёрлингу среди мужчин: золото (2020)[6].
- Чемпионат Дании по кёрлингу среди смешанных пар: золото (2020), серебро (2024, 2025).
- Чемпионат Дании по кёрлингу среди юниоров: золото (1996, 1998, 1999, 2000)[7].

## Команды
| Сезон                       | Четвёртый          | Третий                | Второй                     | Первый               | Запасной                                                          | Турниры                                                         |
| --------------------------- | ------------------ | --------------------- | -------------------------- | -------------------- | ----------------------------------------------------------------- | --------------------------------------------------------------- |
| 1995—96                     | Йонни Фредериксен  | Бо Йенсен             | Ларс Виландт               | Lars Nissen          | Каспер Викстен                                                    | ЧДЮ 1996 · ЧМЮ 1996 (9 место)                                   |
| 1997—98                     | Каспер Викстен     | Кеннет Дауке Андерсен | Tim Kronholm               | Суне Фредериксен     | Mikael Lohman Jensen (ЧМЮ)                                        | ЧДЮ 1998 · ЧМЮ 1998 (9 место)                                   |
| 1998—99                     | Casper Bossen      | Каспер Викстен        | Кеннет Дауке               | Kim Sylvest          | Суне Фредериксен                                                  | ЧДЮ 1999                                                        |
| 1999—00                     | Каспер Викстен     | Casper Bossen         | Kim Sylvest Nielsen        | Суне Фредериксен     | Morten Bærentsen тренеры: Олле Брудстен (ЧМЮ), Finn Nielsen (ЧМЮ) | ЧДЮ 2000 · ЧМЮ 2000 (4 место)                                   |
| 2016—17                     | Ульрик Дамм        | Каспер Викстен        | Daniel Abrahamsen          | Kasper Jørgensen     |                                                                   |                                                                 |
| 2017—18                     | Ульрик Дамм        | Каспер Викстен        | Daniel Abrahamsen          | Kasper Jørgensen     |                                                                   |                                                                 |
| 2018—19                     | Даниэль Поульсен   | Каспер Викстен        | Tobias Engelhard Rasmussen | Daniel Munk Buchholt | Мадс Нёргор тренер: Микаэль Квист                                 | ЧЕ 2018 (11 место)                                              |
| 2018—19                     | Ульрик Дамм        | Каспер Викстен        | Daniel Abrahamsen          | Kasper Jørgensen     | Daniel Buchholt тренер: Микаэль Квист                             | ЧМ (квал.) 2019 (7 место)                                       |
| 2019—20                     | Миккель Краусе     | Мадс Нёргор           | Tobias Engelhardt          | Хенрик Хольтерман    | Каспер Викстен тренер: Герт Ларсен                                | ЧЕ 2019 (4 место)                                               |
| 2019—20                     | Тобиас Туне        | Каспер Викстен        | Даниэль Поульсен           | Оливер Сё            |                                                                   | ЧДМ 2020                                                        |
| 2020—21                     | Миккель Краусе     | Тобиас Туне           | Мадс Нёргор                | Каспер Викстен       | Оливер Сё тренер: Кеннет Хертсдаль                                | ЧМ 2021 (11 место)                                              |
| 2021—22                     | Миккель Краусе     | Мадс Нёргор           | Хенрик Хольтерман          | Каспер Викстен       | Тобиас Туне тренеры: Кеннет Хертсдаль, Ясмин Ландер (ЧЕ)          | ЧЕ 2021 (6 место) · ЗОИ 2022 (квал. 2021) · ЗОИ 2022 (10 место) |
| 2021—22                     | Тобиас Туне        | Каспер Викстен        | Оливер Розенкранс Сё       | Даниэль Поульсен     | Миккель Краусе тренер: Микаэль Квист                              | ЧМ 2022 (13 место)                                              |
| Кёрлинг среди смешанных пар |                    |                       |                            |                      |                                                                   |                                                                 |
| 2016—17                     | Натали Асп Викстен | Каспер Викстен        |                            |                      | тренер: Пер Свенсен                                               | ЧМСП 2017 (30 место)                                            |
| 2017—18                     | Натали Викстен     | Каспер Викстен        |                            |                      |                                                                   |                                                                 |
| 2018—19                     | Натали Викстен     | Каспер Викстен        |                            |                      |                                                                   |                                                                 |
| 2019—20                     | Натали Викстен     | Каспер Викстен        |                            |                      |                                                                   | ЧДСП 2020                                                       |
| 2020—21                     | Натали Викстен     | Каспер Викстен        |                            |                      |                                                                   |                                                                 |
| 2022—23                     | Натали Викстен     | Каспер Викстен        |                            |                      |                                                                   | ЧДСП 2023 (4 место)                                             |
| 2023—24                     | Натали Викстен     | Каспер Викстен        |                            |                      |                                                                   | ЧДСП 2024                                                       |
| 2024—25                     | Натали Викстен     | Каспер Викстен        |                            |                      |                                                                   | ЧДСП 2025                                                       |

(скипы выделены полужирным шрифтом)

## Результаты как тренера национальных сборных
| Год  | Турнир                                                          | Сборная                            | Место |
| ---- | --------------------------------------------------------------- | ---------------------------------- | ----- |
| 2022 | Чемпионат мира по кёрлингу на колясках среди смешанных пар 2022 | Дания (смешанная пара на колясках) | 12    |
| 2023 | Чемпионат мира по кёрлингу на колясках 2023                     | Дания (на колясках)                | 11    |
| 2025 | Чемпионат мира по кёрлингу на колясках среди смешанных пар 2025 | Дания (смешанная пара на колясках) | 15    |

## Частная жизнь
Его дочь Натали Викстен — тоже кёрлингистка, они вместе играют в смешанной паре, выступали на чемпионате мира 2017.